# Hélène Landemore
Hélène Landemore (née en 1976) est une politologue franco-américaine spécialisée dans la théorie démocratique et épistémique, autrice de plusieurs ouvrages portant sur la démocratie délibérative. Elle est maître de conférences à l’université Yale.

## Biographie
Après avoir passé son enfance en Normandie, Hélène Landemore débute à 18 ans ses études supérieures à Paris. Elle intègre l’École normale supérieure (Paris) et l’Institut d'études politiques de Paris. En 2008, elle obtient un doctorat en sciences politiques, après avoir soutenu une thèse portant sur la notion d’intelligence collective appliquée à la justification de la démocratie, à l’université Harvard .
Hélène Landemore a observé le processus constituant participatif islandais et le déroulement de la Convention citoyenne pour le climat, dont elle pense qu’elle pourrait préfigurer « une nouvelle forme de démocratie »,. Elle présente régulièrement ses idées et ses observations dans les journaux français,,,,. 

## Théories
Les recherches d’Hélène Landemore portent sur la démocratie délibérative et l’intelligence collective. Elle place les assemblées tirées au sort au centre de ses réflexions. Elle a contribué à penser leur rôle à travers deux théories. 

### Diversité cognitive
La diversité des participants d’une assemblée, de leurs points de vue et de leurs expériences, est un avantage décisif pour la délibération. La réflexion sera d’autant plus riche et nuancée qu’elle aura impliqué des savoirs différents. Aussi, en matière de politique, une assemblée tirée au sort est en règle générale préférable à une assemblée d’experts car on ne peut, en effet, pas prévoir toutes les dimensions d’un problème. La raison commande dès lors de maximiser la diversité des points de vue et des savoirs représentés dans l’assemblée.
Cet argument épistémique et probabiliste est en faveur de l’inclusion démocratique des citoyens et du tirage au sort en politique.

### Démocratie ouverte
Hélène Landemore propose un dépassement du « mythe de la démocratie directe » sans représentation et de la « démocratie électorale » contemporaine. 
Elle décrit un nouveau paradigme, la « démocratie ouverte », qui repose sur cinq principes : 
1. Les droits de participation : les droits d’expression et d’association, auxquels s’ajoutent le droit de pétition et celui d’initiative populaire, permettant notamment la convocation d’un référendum sur une loi votée par le parlement.
2. La délibération : les décisions sont issues de débats rationnels entre citoyens égaux ; la parole ne doit pas être monopolisées par quelques orateurs doués.
3. Le principe majoritaire en lieu et place des majorités renforcées, qui produisent des minorités de blocage. Le vote peut intégrer de nouvelles méthodes plus justes, telles que le jugement majoritaire.
4. La représentation démocratique à travers le tirage au sort des assemblées et le volontariat.
5. La transparence du processus et du résultat des délibérations, en direct ou a posteriori : la transparence est un moyen de contrôle, qui requiert la lisibilité et la publicité des informations destinées au citoyen.

## Ouvrages
- Hélène Landemore, Hume : Probabilité et choix raisonnable, Paris, Presses universitaires de France, 2004, 128 p. (ISBN 978-2130535805).
- (en) Hélène Landemore et Jon Elster, Collective Wisdom: Principles and Mechanisms, Cambridge University Press, 2012, 418 p. (ISBN 978-1107010338).
- (en) Hélène Landemore, Democratic reason: Politics, collective intelligence, and the rule of the many, Princeton University Press, 2017, 304 p. (ISBN 978-0691176390).
- (en) Hélène Landemore, Open Democracy: Reinventing Popular Rule for the Twenty-First Century, Princeton University Press, 2020, 272 p. (ISBN 978-0691181998).